# I Still Haven't Found What I'm Looking For
Singles de U2
With or Without You
(1987) Where the Streets Have No Name
(1987)
Pistes de The Joshua Tree
Where the Streets Have No Name
(1) With or Without You
(3)
I Still Haven't Found What I'm Looking For est une chanson du groupe de rock irlandais U2 sortie le 25 mai 1987 sous le label Island Records. Enregistrée à Danesmoate House dans le comté de Dublin en 1986, elle est produite par l'Anglais Brian Eno et le Canadien Daniel Lanois. C'est la seconde piste et également le second single de leur album The Joshua Tree, publié le 9 mars 1987. La chanson est un grand succès puisqu'elle est devenue le second 45 tours consécutif à être numéro un au Billboard Hot 100 après With or Without You. Au Royaume-Uni, la chanson a atteint la 6e place des UK Singles Chart et en France, la meilleure place atteinte est la 37e.
Comme beaucoup d'autres sur The Joshua Tree, la chanson a été inspirée par l'intérêt du groupe pour la musique populaire américaine. I Still Haven't Found What I'm Looking For montre des influences de gospel et ses paroles décrivent la quête spirituelle. La voix du chanteur leader Bono est dans un registre vocal élevé et le guitariste The Edge joue un arpège carillonnant. La chanson provient d'une démo que le groupe a utilisée pour développer l'unique morceau de batterie joué par Larry Mullen Jr.
I Still Haven't Found What I'm Looking For a reçu d'excellentes critiques de la presse spécialisée. Elle est devenue l'une des chansons les plus connues du groupe et a été jouée lors de nombreuses tournées. La chanson apparaît sur plusieurs compilations et vidéos de concert. Plusieurs critiques et publications classent cette chanson parmi les meilleures chansons de tous les temps.

## Écriture et enregistrement
I Still Haven't Found What I'm Looking For provient d'une démo intitulée The Weather Girls, renommée en Under the Weather (ou Desert of Our Love), que le groupe a enregistré dans une jam session,,. Le bassiste Adam Clayton a décrit la mélodie de la démo comme « un groove d'une note », tandis que The Edge peu convaincu, l'a comparée à « The Eye of the Tiger jouée par un groupe de reggae. » Cependant, le groupe a apprécié la partie jouée par le batteur Larry Mullen, Jr., le coproducteur Daniel Lanois a dit que « c'était un beat très original de Larry. On recherche toujours ces rythmes qui peuvent servir de signature pour une chanson. Et c'en était certainement un. Il y avait ce bruit de tom qu'il fait mais que personne ne comprend. Et on ne voulait pas rater ce rythme, il était si unique. », Daniel Lanois a encouragé Mullen à développer ce son après la démo. Mullen a dit alors que le son devenait de plus en plus original et bien que Lanois ait mixé une grande partie du motif pour ne garder que le principal, ce rythme est devenu la base de I Still Haven't Found What I'm Looking For.
« J'ai toujours aimé la musique gospel et j'ai encouragé Bono à l'emmener vers ça... C'était tellement non-U2 de le faire à ce moment, prendre la voie du gospel. Je pense leur avoir ouvert des portes, explorer ce territoire... [Bono] chante au plus haut de sa tessiture et il y a quelque chose d'irrésistible à ce que quelqu'un pousse. C'est presque comme écouter Aretha Franklin. Ça vous saute dessus et vous ne pouvez pas vous empêcher de ressentir le feeling. »,

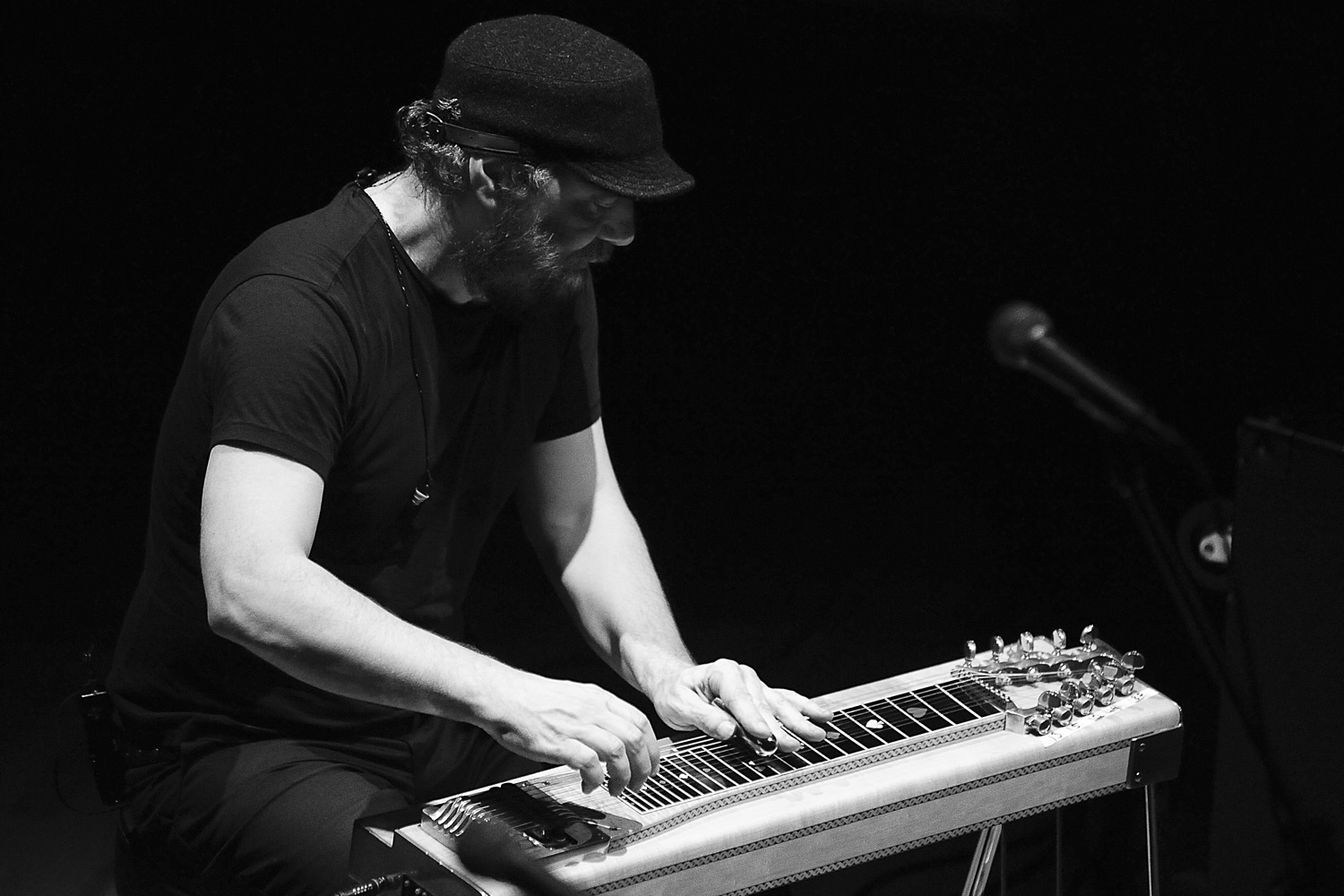
Daniel Lanois, un des deux producteurs de la chanson.

Le groupe a travaillé sur la chanson dans le studio qu'ils ont installé dans la Danesmoate Mansion à Dublin. Lanois a comparé cette création de la chanson à la construction d'un immeuble, d'abord avec les fondations de batterie, puis en ajoutant des couches au fur et à mesure pour finalement « ajouter les meubles. » Bono était intéressé par un thème de doute spirituel qui a par la suite été encouragé par l'amour d'Eno pour le gospel et par Bono écoutant les chansons de The Swan Silvertones, The Staple Singers et Blind Willie Johnson. Après que The Edge a écrit une suite d'accords et l'a jouée sur une guitare acoustique, le groupe a tenté de composer une mélodie vocale adaptée,  essayant une multitude d'idées. Pendant une jam session, Bono a commencé à chanter une mélodie classique soul, et c'est cet ajout qui a fait comprendre à The Edge le potentiel de cette chanson. À ce moment-là, il se souvint d'une phrase qu'il avait écrite dans un calepin ce matin-là en tant que titre potentiel : I still haven't found what I'm looking for. Il a dit qu'il avait été influencé par les paroles de la chanson Idiot Wind de Bob Dylan : « You'll find out when you reach the top. You're on the bottom. » (en français, « Tu le découvriras quand tu atteindras le sommet. Tu es tout en bas. ») Il a écrit cette phrase sur un morceau de papier et l'a donné à Bono quand celui-ci chantait. The Edge a jugé que cette phrase allait à la chanson "comme un gant". Elle est d'ailleurs devenue le titre et le refrain de la chanson. À partir de ce moment, la chanson est devenue la première chanson jouée pour les visiteurs pendant les sessions d'enregistrement.
Au fur et à mesure des enregistrements, un certain nombre de morceaux de guitare ont été ajoutés à ce qui était déjà enregistré, avec un effet d'auto-pan et un arpège carillonnant pour moderniser le style gospel. Pendant que The Edge improvisait de la guitare un jour, Bono a remarqué un son de "cloche de chrome" qu'il aimait. Une contre-mélodie a été ajoutée à la partie de guitare et c'est cette façon de gratter la guitare que The Edge joue pendant les performances live. Bono chante dans un registre grave de sa tessiture pour ajouter un sentiment de spiritualité ; dans les couplets, il atteint le si bémol, dans les refrains, le la bémol. Les chœurs sont produits par The Edge, Lanois et le coproducteur Brian Eno, leurs voix sont enregistrées en multipiste. Lanois a suggéré que son implication et celle d'Eno dans la création de la chanson les a poussés à faire partie des chœurs : « Vous n'arriverez pas à vous débarrasser de ce son « Oh, ils ont ramené quelques chanteurs de soul », si vous voyez ce que je veux dire. Nos cœurs et notre âme sont déjà là. Si nous chantons, cela semblera plus réel. » L'écriture de la chanson a été terminée relativement rapidement à Danesmoate. Le mixage a été travaillé plus longtemps en collaboration avec presque toute l'équipe de production. Le mixage final a été achevé par Lanois et The Edge dans le studio de Melbeach, une maison appartenant à The Edge. ils ont mixé la chanson au-dessus d'un mix précédent de Steve Lillywhite, ce qui a donné à la chanson un son de déphasage (phasing).
Lanois a dit être très attaché à I Still Haven't Found What I'm Looking For et a, à l'occasion, rejoint U2 sur scène pour la jouer. La démo originale The Weather Girls, renommée en Under the Weather (ou Desert of Our Love), a été incluse dans une version remasterisée de The Joshua Tree en 2007 sur un disque bonus contenant des chansons retirées et des faces B.

## Autres pistes du single
- Spanish Eyes a été retrouvée durant les sessions d'enregistrement de The Joshua Tree. C'était à l'origine un enregistrement fait à la maison de Adam Clayton. The Edge et Larry Mullen Jr. jouent avec différents éléments[13]. La chanson avait été créée et avait beaucoup évoluée en une après-midi, mais la cassette avait été perdue et oubliée. The Edge a retrouvé la cassette vers la fin des sessions d'enregistrement de l'album et l'a jouée pour le reste du groupe. Celui-ci a alors décidé que c'était une bonne chanson, mais n'avait pas assez de temps pour la terminer avant la sortie de The Joshua Tree[13].
- Deep in the Heart est basée sur une composition à trois accords que Bono a composée la dernière fois qu'il était dans sa maison familiale à Cedarwood Road à Dublin, que son père venait juste de vendre[13]. Les souvenirs qu'il avait de l'époque où il habitait encore dans cette maison ont donné naissance aux paroles de la chanson[13]. The Edge et Adam Clayton ont retravaillé entièrement la chanson en un morceau très particulier, que Bono a par la suite décrit comme « une improvisation de jazz sur trois accords », en notant également que « le rythme a rendu la chanson très particulière. »[13] La chanson a été enregistrée de la même façon que 4th of July de l'album The Unforgettable Fire de 1984. The Edge et Clayton ont joué ensemble dans une pièce sans savoir qu'ils étaient enregistrés par l'assistant du groupe Marc Coleman[13].

## Sortie
Au départ, Red Hill Mining Town devait être le second single. Cependant, Bono a été incapable de chanter cette chanson pendant la répétition de la tournée et le groupe était mécontent du clip tourné par Neil Jordan, donc, I Still Haven't Found What I'm Looking For est devenu le second choix pour le deuxième single.La chanson est sortie en mai 1987. La chanson est alors entrée à la 51e place du Billboard Hot 100 le 13 juin 1987. Après deux mois dans les charts, la chanson a atteint la 1e position le 8 août 1987, devenant le second single consécutif de U2 à atteindre la première place des Hot 100 aux États-Unis. La chanson a passé deux semaines en tête des charts et est restée 17 semaines dans le Hot 100. Sur les autres charts de Billboard la chanson a atteint la 16e place dans le classement Adult Contemporary, la 6e place dans le classement canadien RPM Top 100 et anglais des UK Singles Chart. En Nouvelle-Zélande, la chanson a atteint la 2e place au RIANZ Top 40 Singles Chart.
En Europe, I Still Haven't Found What I'm Looking For s'est classée en France à la 37e position restant une semaine dans le top 50, réalisant son meilleur classement aux Pays-Bas à la 2e place.

## Clip vidéo
Le clip vidéo a été filmé dans la Fremont Street à Las Vegas le 12 avril 1987 après un concert de la tournée pour l'album, le Joshua Tree World Tour, dans cette ville. Il représente les membres du groupe tournant autour de the Edge jouant de la guitare acoustique. Le clip est à nouveau sorti plus tard sur U218 Videos, un DVD de compilation de clips de U2. Pat Christenson, président de Las Vegas Events, a jugé le clip comme améliorant l'image de la ville parmi la communauté des musiciens. « La perception de Vegas a totalement changé grâce à cette vidéo », dit Christenson, ajoutant « Maintenant, tous les grands noms viennent ici, certains d'entre eux cinq, six fois dans la même année. »

## Performances live
Island Records a engagé le directeur de la chorale de New York, Denis Bell, pour enregistrer une version gospel de la chanson. Island pensait sortir cette version après le single. Cependant, le directeur d'Island Records Chris Blackwell a refusé arguant que sortir un second single allait sembler trop commercial. Bell a donc créé son propre label et a trouvé un distributeur pour la chanson. Pendant qu'il était à Glasgow fin juillet 1987 pendant le Joshua Tree World Tour, Rob Partridge d'Island Records a joué la démo que Bell et la chorale The New Voices of Freedom avait enregistré. Fin septembre, U2 a répété avec la chorale à l'église baptiste de Greater Calvary à Harlem pour un concert de U2 au Madison Square Garden quelques jours plus tard. La guitare de The Edge était le seul instrument que U2 avait apporté à l'église bien que Mullen ait emprunté un conga. La répétition a été faite avec le système audio de l'église et le tournage a par la suite été utilisé pour Rattle and Hum. Plusieurs performances ont été faites avec un pianiste, cependant, la version utilisée dans le film est composée de Bono, The Edge, Mullen et la chorale. La chanson enregistrée au Madison Square Garden apparaît, elle, sur l'album Rattle and Hum.
Une performance live de la chanson apparaît sur les films des concerts PopMart: Live from Mexico City, Vertigo 05: Live from Milan et plus récemment du U2 360° at the Rose Bowl. La version présente sur les films des concerts à Mexico et à Milan ne comportent que la voix de Bono et la guitare de The Edge, c'est seulement après le premier refrain que la batterie est jouée. Des versions live digitales sont également sorties sur iTunes sur les albums Love: Live from the Point Depot et U2.Communication.

## Réception
I Still Haven't Found What I'm Looking For a reçu d'excellentes critiques de la presse mondiale. Le journaliste Bill Graham de Hot Press a décrit la chanson comme un « travail intelligent de pop, une ballade rock standard pour la radio américaine » mais que « le rythme du groupe est bien plus cultivé que pour la plupart des groupes de l'époque. » Le Sunday Independent a suggéré que la chanson était la preuve que le groupe pouvait être commercialement accessible et pas ancré dans les clichés rock. NME a fait remarquer que la chanson montrait que le groupe s'inquiétait pour quelque chose, le rendant "spécial". Le journal The Rocket a noté que les paroles de Bono, sur le thème du besoin de spiritualité personnelle, résultait d'un « mariage unique de gospel américain et de soul gaélique » et que « la perspective humaine qu'il apporte à ce sentiment retentit bien plus loin que les diatribes de Bob Dylan. » Plusieurs journaux, comme The Bergen Record et  The Boston Globe ont qualifié la chanson d'"hypnotique" et l'ont interprétée comme une quête spirituelle du groupe,,.

## Reconnaissance et reprises
En 2003, dans une édition spéciale de Q intitulée 1001 Best Songs Ever (Les 1001 meilleures chansons de tous les temps), la chanson I Still Haven't Found What I'm Looking For a été classée 148e. En 2005, Blender a classé la chanson 443e dans la liste des 500 meilleures chansons depuis que vous êtes né (The 500 Greatest Songs Since You Were Born). En 2010, Rolling Stone a classé la chanson 93e sur la liste des 500 plus grandes chansons de tous les temps. La même année, le critique Robert Hillburn du Los Angeles Times a déclaré que c'était le "Let It Be" de U2 en référence aux Beatles. L'équipe du Rock and Roll Hall of Fame a choisi cette chanson comme l'une des 500 chansons qui ont façonné le rock and roll (500 Songs that Shaped Rock and Roll).
I Still Haven't Found What I'm Looking For est apparue dans le film Just married (ou presque) de 1999. Elle est également présente plusieurs fois dans le film Blown Away. Elle a été utilisée dans l'émission de la BBC Rock 'n' Roll Years pendant le clip de l'élection générale d'Angleterre en 1987.
La chanson a été reprise par le groupe de heavy metal Disturbed sur leur cinquième album studio Asylum, sous le nom de Ishfwilf, l'acronyme du titre. Elle a également été reprise par Cher pendant sa tournée Farewell Tour et par Cheikh Lô sur l'album In The Name of Love: Africa Celebrates U2 .
Celle-ci a également été reprise dans la série Américaine Glee en Hommage a Finn Hudson (Cory Monteith) lors des nationales 2014.
Enfin, on peut l'entendre sur la bande originale du film d'animation Sing 2 publiée en 2021 et interprétée par Scarlett Johansson et Bono.

## Liste des pistes
Toutes les chansons sont écrites et composées par U2.
| 1.    | I Still Haven't Found What I'm Looking For | Brian Eno, Daniel Lanois | 4:38 |
| 2.    | Spanish Eyes                               | U2                       | 3:16 |
| 3.    | Deep in the Heart                          | U2                       | 4:31 |
| 11:25 |                                            |                          |      |

## Charts
| Chart (1987)                           | Position | Certification |
| -------------------------------------- | -------- | ------------- |
| Charts autrichiens                     | 10       |               |
| Canada RPM Top 100                     | 6        | Gold          |
| Top 40 hollandais                      | 6        |               |
| French Singles Chart                   | 37       |               |
| Irish Singles Chart                    | 1        |               |
| New Zealand RIANZ Top 40 Singles Chart | 2        |               |
| Charts suédois                         | 11       |               |
| UK Singles Chart                       | 6        |               |
| Billboard Hot 100                      | 1        |               |
| Billboard Adult Contemporary           | 16       |               |
| Billboard Album Rock Tracks            | 2        |               |

## Source
- (en) Cet article est partiellement ou en totalité issu de l’article de Wikipédia en anglais intitulé « I Still Haven't Found What I'm Looking For » (voir la liste des auteurs).